# ジェイコブ・マトラーラ
ジェイコブ・マトラーラ（Jacob Matlala、1962年1月8日 - 2013年12月7日）は、南アフリカ共和国の元男子プロボクサー。ハウテン州ソウェト出身。元WBO世界フライ級王者。元WBO世界ライトフライ級王者。南アフリカのプロボクサー史上初の世界2階級制覇王者。

## 来歴
現役時はアパルトヘイトの最中でもあり、試合ができない状況も経験している。階級の壁を南アフリカのボクサーで初めて破り多くの南アフリカのボクサーとスポーツ選手に尊敬と影響を与え、テレビ番組の企画で南アフリカの偉人ベスト100としてスポーツ選手で唯一選出されている。

## 戦績
1980年2月2日、18歳でプロデビュー。4回判定勝ちでデビューを果たした。なおマトラーラのデビューウェイトはライトフライ級。
1981年6月5日、故障のため1年4か月振りの復帰戦をカーク・モリスと対戦し4回判定負け。2戦目で早くもプロ初黒星を喫した。
1981年6月27日、マイケル・モゴプディーと対戦し4回判定負けを喫し2連敗になった。
1982年7月9日、サイモン・モエマと空位の南アフリカトランスバール(非白人限定)ライトフライ級王座決定戦を行い、5回TKO勝ちを収め王座獲得に成功した。
1983年2月26日、11戦全勝の南アフリカライトフライ級王者ムヴェレニ・ルジフォと対戦し11回TKO勝ちで王座獲得に成功した。
1983年5月13日、マーティン・ンココトと対戦し3回KO勝ちで初防衛に成功した。
1983年10月14日、ムヴェレニ・ルジフォと8か月振りにリマッチを行い12回0-3(110-119、114-117、112-118)の判定負けを喫し2度目の防衛に失敗し王座から陥落した。
8連勝し持ち直したマトラーラは1985年11月30日、ムヴェレニ・ルジフォと2年9か月振りに再戦し12回0-3(115-119、2者が115-117)の判定負けを喫し再度の王座獲得に失敗した。
1986年3月15日、ブヤニ・ネネと対戦し8回判定負けを喫し伏兵の前にまさかの敗戦を喫し再起に失敗した。
1986年11月9日、トランスバールライトフライ級王者ピーライ・ドィケアーと対戦し10回判定勝ちで王座獲得に成功した。
1987年3月15日、南アフリカライトフライ級王者ブヤニ・ネネと1年振りに対戦し自身初のKO負けとなる11回終了時棄権に終わり王座獲得に失敗した。
1987年11月1日、ブヤニ・ネネと3度目の対戦を行い、12回判定負けを喫し再度王座獲得に失敗した。
1988年10月16日、ブヤニ・ネネと4度目の対戦。ここ4年南アフリカ国内タイトルマッチはマトラーラとネネの因縁カードが注目を集め12回0-3(110-119、112-118、不明)
の判定負けを喫し王座獲得に失敗し、対決に決着を付けられた。
1989年3月5日、トランスバールフライ級王者ヨハンネス・ジョー・ミーヤーと対戦し7回終了時棄権で王座獲得に成功した。
1989年6月4日、南アフリカフライ級王者ジャジ・シバルと対戦し12回0-3(112-116、112-117、111-117)の判定負けを喫して王座獲得に失敗し南アフリカタイトル2階級制覇はならなかった。
1989年10月15日、ダニエル・ワードと対戦し10回3-0(98-95、98-94、96-94)の判定勝ちを収めトランスバールフライ級王者初防衛に成功した。
1990年10月28日、ウェレ・マクォロと南アフリカライトフライ級王座決定戦を行い2-1(117-111、114-115、117-116)の判定勝ちを収め4年振りの王座返り咲きに成功した。
1991年2月10日、ゾリレ・ムビチーと対戦し6回KO勝ちで初防衛に成功した。
1991年6月23日、ンドダ・マヤンデと対戦し8回TKO勝ちで2度目の防衛に成功した。
1991年9月7日、初めての海外試合がイギリス北アイルランドベルファストのメイズフィールド・レジャー・センターでIBF世界フライ級王者デーブ・マコーリーと対戦し初のカウントアウトになる10回2分23秒KO負けを喫し王座獲得に失敗した。
1992年4月26日、後にポンサクレック・ウォンジョンカムとビック・ダルチニアンの2人の世界王者に挑戦するムズキシ・シカリと対戦し12回3-0(117-112、118-112、117-113)の判定勝ちを収め南アフリカ王座3度目の防衛に成功した。
1993年5月15日、スコットランドグラスゴーのスコティッシュ・エキシビジョン・センターでWBO世界フライ級王者パット・クリントンと対戦し7回終了時のスコアは1-1(66-68、68-66、67-67)の三者三様だったが8回1分57秒TKO勝ちを収め当時南アフリカのプロボクサーで当時最年長記録になる31歳で悲願の王座獲得に成功した。
1993年12月4日、ルイギ・カムプムタロと対戦し7回終了時棄権で初防衛に成功した。
1994年6月11日、ロンドンのヨーク・ホールでフランシス・アムポロと対戦し9回終了時棄権で2度目の防衛に成功した。
1994年10月15日、プリティー・ボーイ・ルーカスと対戦し12回3-0(2者が118-110、119-110)の判定勝ちを収め3度目の防衛に成功した。
1995年2月11日、アルベルト・ヒメネスと対戦し8回2分35秒TKO負けを喫し4度目の防衛に失敗し王座から陥落した。
1995年11月18日、WBO世界ライトフライ級王者ポール・ウェアーと対戦し5回にウェアーが偶然のバッティングで額をかなりカットしたためドクターが続行を認めず判定になり3-0(3者とも38-37)の判定勝ちを収め南アフリカのプロボクサーで史上初の2階級制覇を達成した。
1996年4月3日、ポール・ウェアーとリマッチを行い10回1分55秒TKO勝ちを収め初防衛に成功した。
1997年2月8日、ミッキー・カウントウェルと対戦しロンドンのニュー・ロンドン・アリーナで対戦し苦戦を強いられたが12回2-1(2者が116-112、113-115)の判定勝ちを収め2度目の防衛に成功した。
1997年5月、WBO世界ライトフライ級王座を返上。
1997年7月18日、念願だったアメリカデビューをネバダ州ラスベガスのトーマス&マック・センターでIBA世界ライトフライ級王者で元IBF世界ライトフライ級王者マイケル・カルバハルと対戦し9回1分24秒有効打による負傷TKO勝ちを収め王座獲得に成功した。
1997年11月15日、ルイス・ドリアと対戦し12回TKO勝ちで初防衛に成功した。
1998年2月20日、後のIBF世界ライトフライ級王者ホセ・ビクトル・ブルゴスと対戦し8回2-0(76-76、2者が77-75)の負傷判定勝ちを収め2度目の防衛に成功した。
1998年12月19日、フロリダ州マイアミのミッコスーキー・インディアン・ゲーミング・リゾートでラファエル・オロンゾと対戦し12回3-0の判定勝ちを収め3度目の防衛に成功した。
2000年2月19日、負傷によるブランクから1年2か月振りの復帰戦が世界戦。16戦全勝のマシブレレ・マケプラとマイケル・カルバハルのフライ級転向で返上し空位になったWBO世界ライトフライ級王座決定戦を行い、12回0-3(112-117、112-118、114-117)の判定負けを喫し3年振りの王座返り咲きに失敗した。
2000年5月24日、WBU世界フライ級王者ピーター・クルシャウと対戦し12回1-2の判定負けを喫し王座獲得に失敗した。
2001年2月17日、トッド・マケリムと空位のWBU世界ライトフライ級王座決定戦を行い、4回2分25秒TKO勝ちを収め王座獲得に成功した。
2001年9月27日、ミッキー・カウントウェルと4年振りに対戦し5回1分59秒TKO勝ちを収め初防衛に成功した。
2002年3月2日、ファン・ヘレーラと対戦し7回1分43秒TKO勝ちを収め2度目の防衛に成功し22年目40歳と長いボクシング人生に幕を下ろし、現役を引退した。試合後には激励と観戦に訪れていたネルソン・マンデラにWBUのベルトをプレゼントした。
2004年、南アフリカのテレビ局SABC3が番組の企画で放送した「南アフリカの偉人ベスト100」でスポーツ選手として唯一のランクインとなる72位になった(1位は元大統領のマンデラ、スポーツ選手部門では1位)。
引退後はベンジャービジネスを立ち上げたり、ファーストフードでもあるジェイクス・ディナーを立ち上げたが軌道に乗らず破産を経験した。
解説者としても活躍したが、2010年に肺炎で倒れ入院。治療費はマトラーラが主催するチャリティーマッチで観客からの基金でまかなわれた。
2013年12月7日、肺癌のため死去。51歳没。奇しくも12月5日に南アフリカで黒人初の大統領だったマンデラが亡くなって2日後に後を追う形で世を去った。現役時代に一緒に練習していて親友のブライアン・ミッチェルは「南アフリカのボクシング界において大きな損失で悲しい日だよ」と話し、死を惜しんだ。　

## 獲得タイトル
- 南アフリカトランスバール（非白人限定）ライトフライ級王座
- 南アフリカライトフライ級王座
- トランスバールライトフライ級王座
- WBO世界フライ級王座（防衛3）
- WBO世界ライトフライ級王座（防衛2=返上）
- IBA世界ライトフライ級王座
- WBU世界ライトフライ級王座